# Edmond Bury
Edmond William Bury (ur. 4 listopada 1884 w Londynie, zm. 5 grudnia 1915 w Laventie) – brytyjski racketsista, uczestnik Letnich Igrzysk Olimpijskich 1908.
Edmond Bury kształcił się w Eton College oraz w Kolegium Trójcy Świętej w Cambridge, gdzie grał w deblach rackets Blue w 1904 i 1905 roku. Był świetnym graczem, potrafił wyjść z pozornie mało prawdopodobnych pozycji, ale pomimo swoich umiejętności nigdy nie został mistrzem, chociaż kilkakrotnie grał w Mistrzostwach amatorów. W 1908 roku wziął udział w Igrzyskach Olimpijskich w Londynie, jednak w grze pojedynczej odpadł po pierwszej rundzie. Zdobył srebrny medal w deblu po dotarciu do finału z Cecilem Browningiem. Pomimo wygrania pierwszego meczu, przegrali 1:4 z Vane Pennellem i Johnem Jacobem Astorem.
Po ukończeniu uniwersytetu, Bury uzyskał kwalifikacje solicitora, podobnie jak jego ojciec i pracował w jego kancelarii. Służył jako kapitan w 11. batalionie King's Royal Rifles podczas wojny, ale zginął w akcji we Francji w 1915 roku. Niecałe 11 miesięcy wcześniej, jego brat Harold również zginął w akcji we Francji. Syn Edmonda, David, stracił życie podczas II wojny światowej, lecąc w 111. Dywizjonie i podobnie jak jego ojciec został pochowany we Francji.